# 濱海沙崙站
濱海沙崙站位於台灣新北市淡水區濱海路二段及沙崙路一段交叉口，車站屬於新北捷運淡海輕軌綠山線，是新北捷運淡海輕軌綠山線的車站。

本站西側規劃為藍海線與綠山線之路線交會點，設置三角線提供兩線相互直通之用途。

## 月台構造
- 島式月台[4][5]。

### 月台配置
| 地面               | |
| 一月台             | ← 淡海輕軌（綠山線）往崁頂方向（V10 淡海新市鎮站） ← 淡海輕軌（藍海線）往淡水漁人碼頭方向（V28 台北海洋大學站） |
| 島式月台，左側開門 | |
| 二月台             | 淡海輕軌（綠山線）往紅樹林方向（V08 濱海義山站）→                                                               |
| 出入口             | |

## 歷史
- 2016年5月13日：站名決定[6]。
- 2018年12月23日：綠山線通車[7][8][9][1]。
- 2020年11月15日：淡海輕軌藍海線第一期路網於下午兩點正式營運[10]。

## 利用狀況
| 年   | 年間    | 年間    | 年間     | 年間     | 1日平均 | 1日平均 |
| 年   | 上車    | 下車    | 上下車計 | 來源     | 上車    | 上下車  |
| ---- | ------- | ------- | -------- | -------- | ------- | ------- |
| 2018 | 沒資料  | 沒資料  | 沒資料   | [ 註 1 ] | 沒資料  | 沒資料  |
| 2019 | 116,000 | 157,000 | 273,000  | [ 註 2 ] | 347     | 817     |
| 2020 | 147,000 | 183,000 | 330,000  | [ 註 3 ] | 402     | 902     |

## 車站周邊
- 公司田溪
- 公七簡易自然公園
- 新北市公共自行車租賃系統
  - 輕軌濱海沙崙站
- 公司田溪程氏古厝
- 台北海洋科技大學淡水校區
- 華夏科技大學淡海校區（建設中）

## 公車資訊
新北市公車
| 編號    | 經營業者 | 區間                          | 備註                           |
| ------- | -------- | ----------------------------- | ------------------------------ |
| 870     | 淡水客運 | 捷運淡水站 - 忠山             | 停靠濱海沙崙口                 |
| 872     | 淡水客運 | 捷運淡水站 - 中泰             | 停靠濱海沙崙口                 |
| 881     | 指南客運 | 捷運淡水站 - 淡海             | 停靠輕軌濱海沙崙站             |
| 894     | 淡水客運 | 捷運淡水站 - 淡海新市鎮       | 停靠濱海沙崙口                 |
| 957     | 淡水客運 | 捷運劍南路站 - 淡水客運新市站 | 停靠濱海沙崙口                 |
| 983公車 | 淡水客運 | 捷運關渡站 - 淡海新市鎮       | 停靠輕軌濱海沙崙站、濱海沙崙口 |
| 紅37    | 淡水客運 | 捷運淡水站 - 淡海新市鎮       | 停靠輕軌濱海沙崙站             |
| 紅38    | 淡水客運 | 捷運淡水站 - 淡海新市鎮       | 停靠濱海沙崙口                 |

## 腳註

### 備註
1. ↑  2018年12月24日營運開始，但免費。
2. ↑  108年新北市捷運統計年報（來源：新北捷運公司。2018年12月23日營運開始，2020年2月1日起開始收費，運量從此日開始計334天）[11]
3. ↑  109年新北市捷運統計年報（來源：新北捷運公司）[12]

### 來源資料
1. 1 2  .   [2018-12-24]. （原始内容存档于2020-06-07）.
2. ↑  .   [2020-11-15]. （原始内容存档于2020-11-20）.
3. ↑  李雅雯. . 自由時報電子報. 2015-09-18  [2015-09-17]. （原始内容存档于2020-06-07） （中文（臺灣））.
4. ↑  高速鐵路工程局、新北市政府. . 新北捷運公司: 頁7-5. 2013-03  [2018-11-30]. （原始内容存档于2018-11-30）.
5. ↑  . 新北市政府捷運工程局. 2018-10-17  [2018-12-02]. （原始内容存档于2018-12-02）. 三環三線進度公開專頁
6. ↑  何玉華，淡海輕軌14車站 完成命名 （页面存档备份，存于） ，自由時報，2016-05-13
7. ↑  黃瀞瑩、陳宥蓉、鄭仕欣，朱立倫不讓政績被收割！淡海輕軌拚12/25卸任前試營運，三立新聞網，2018-11-29
8. ↑  黃紫緹，淡海輕軌12/23通車 加速帶動區域發展；明年6月起淡海輕軌將導入全國最多的9大行動支付工具 （页面存档备份，存于），台灣英文新聞，2018-12-18
9. ↑  賴筱桐，卸任前送大禮 朱立倫宣布淡海輕軌23日通車 （页面存档备份，存于），自由時報電子報，2018-12-18
10. ↑  淡海輕軌藍海線15日通車 這三站可免費搭一個月 （页面存档备份，存于），2020-11-04 15:29，經濟日報，記者鄭鴻達／台北即時報導。
11. ↑  .  (PDF) (报告) 中華民國108年. 新北市政府捷運工程局: 頁44–48. 2020-06-04  [2020-06-06]. （原始内容存档 (PDF)于2020-06-07）.
12. ↑  .  (PDF) (报告) 中華民國109年. 新北市政府捷運工程局: 頁44–49. 2021-05  [2021-05-08]. （原始内容存档 (PDF)于2021-05-08）.

## 外部連結
- 新北大眾捷運股份有限公司 （页面存档备份，存于）
- 新北市政府捷運工程局 （页面存档备份，存于）